# Observatoire (tramway d'Île-de-France)
Pour les articles homonymes, voir Observatoire.
Observatoire est un projet de station souterraine du tramway de la ligne 7 du tramway d'Île-de-France (ligne T7) située sur le territoire de la commune de Juvisy-sur-Orge. Le nom de la station vient du nom de l'observatoire de Juvisy-sur-Orge de Camille Flammarion.
Comme le reste du prolongement, la station a été déclarée d'utilité publique le 27 novembre 2013. Le début des travaux des concessionnaires est prévu en 2015, et le début des travaux du tramway en 2016. 
En juin 2019, cependant, les travaux n'ont toujours pas commencé en raison d'un blocage des travaux du prolongement par la municipalité de Juvisy.
Le chantier commence finalement en 2023 avec un objectif de mise en service en 2031.

## Caractéristiques du projet
Selon les concepteurs du projet, celui-ci présenterait les caractéristiques ci-dessous.
La station sera située sous le parvis de l’Observatoire de Juvisy-sur-Orge. Longue d'environ 60 mètres, large de 23 mètres et profonde de 17 mètres, elle sera aménagée sur deux niveaux.
Elle aura trois accès. L'entrée principale sur le parvis de l'Observatoire pourra être couverte par un auvent ou un édicule. Elle comportera un escalier fixe et un escalier mécanique dans le sens de la montée. L'entrée secondaire, sur le trottoir ouest de l'avenue de la Cour-de-France, pourra être traitée en trémie donnant sur l’espace public, sans édicule et comportera deux escaliers fixes. Ces deux accès seront complétés par un ascenseur sur le parvis donnant aussi accès à la mezzanine. 
La mezzanine sera également reliée à chacun des deux quais latéraux par deux escaliers fixes, deux escaliers mécaniques et un ascenseur. Contrairement aux stations de métro d'Île-de-France et à la gare souterraine de La Défense sur la ligne T2, la station ne sera pas équipée de ligne de contrôle des titres de transport, son fonctionnement restant semblable à celui des stations de tramway de surface, configuration similaire à celle de stations souterraines de Viroflay-Rive-Gauche et de Viroflay-Rive-Droite, situées sur la ligne T6.
La largeur des quais sera de 4 mètres, hors escaliers. Les rames de la ligne T7 auront une longueur de 32,70 mètres mais les quais seront volontairement dimensionnés pour des rames de 43 mètres, par mesure conservatoire.
La conception de la station vise la simplicité : les entrées-sorties seront reportées latéralement dans des extensions du parallélépipède principal, afin de dégager un grand volume. Les systèmes d’accès (ascenseurs et escalators) ne se situent pas au-dessus des voies, rendant leur maintenance plus aisée. Les dessous d’escaliers seront cloisonnés pour abriter des locaux techniques de la station.
La station assurera la transition entre la section amont au nord de la ligne 7, dont le tunnel sera construit en tranchée couverte (cadre fermé en béton armé), avec la section aval sous le parc de la Mairie qui sera construite selon la technique traditionnelle (à la pelle hydraulique) avec une section courante dite « fer à cheval ».
Elle sera construite selon la technique des parois moulées. Une fois les parois créées, une dalle de couverture est coulée et la station est excavée sous la dalle à partir des ouvertures dans la dalle (cages d’escalier, fosses d’ascenseurs, etc.).
La partie inférieure de la station se trouvera creusée dans une couche imperméable de marnes vertes, assurant une étanchéité naturelle.